# ヤング・ハワイ
ヤング・ハワイ(Gidget Goes Hawaiian)はコロンビア ピクチャーズが1961年に公開した長編映画である。デボラ・ウォーリーとジェイムズ・ダレンの主演で、サーファーの少女ギジェットと大学生の恋人ムーンドギーとの恋愛模様を描く。1959年にサンドラ・ディー主演で公開され、ビーチパーティー映画の嚆矢となった映画『ギジェット』の続編にあたる。ギジェット役がデボラ・ウォーリーに交代したほか、前作と異なる俳優が演じている役は多いが、相手役のムーンドギーは前作と同じくジェイムズ・ダレンが演じている。監督もポール・ウェンドコスが引き続き務めている。1963年にはさらなる続編となる『Gidget Goes to Rome』が公開されている。

## 物語
その夏、フランシー・ローレンス、愛称ギジェット（デボラ・ウォーリー）は交際相手のジェフリー・マシューズ、愛称ムーンドギー（ジェイムズ・ダレン）から、カップルが別の相手とデートをしない、と誓うピンを贈られたばかりであった。そのときギジェットの父、ラス・ローレンス（カール・ライナー）が一家で2週間のハワイ旅行に出かけると告げる。旅行期間はムーンドギーの夏休みと重なっており、ギジェットはムーンドギーを残して出かけるのが嫌で断るが、そのムーンドギーはギジェットにハワイ行きを勧める。ギジェットは怒ってピンをムーンドギーに返してしまう。
ハワイに向かう機内で、ギジェットはアビー・スチュアート（ヴィッキー・トリケット）やプロダンサーのエディ・ホーナー（マイケル・カラン）と知り合う。エディはギジェットが泊まるホテルの隣のレストランでのショーに出演するため、現地に向かう途中であった。ギジェットはアビーにムーンドギーとの喧嘩別れについて語り、アビーはやや誤解もあるもののギジェットに男性との交際歴があることを知る。子供たちが交友を深める一方で、ギジェットの両親もアビーの両親、父モンティ（エディ・フォイ・ジュニア）と母ミッツィ（ペギー・カス）と知り合い、親しくなる。ホテルに到着後、部屋でふさぎ込んでいる傷心のギジェットを見たラスは、ムーンドギーに連絡してハワイに呼び寄せ、ギジェットを驚かそうと決める。
その夜、アビーがギジェットをエディやほかの仲間との夕食に誘う。ギジェットは最初断るが、母ドロシー・ローレンス（ジェフ・ドネル）に促されて行くことにする。その席でギジェットはエディとダンスを踊り、アビーはギジェットをライバル視する。ギジェットは翌日のサーフィンでも見事なサーファーぶりを見せ、感心したエディはギジェットにキスをする。ところがちょうどそこへラスが呼び寄せたムーンドギーが到着してしまう。二人は言い争ったあげく、旅行は別々に楽しむことにする。ムーンドギーがアビーを誘って夕食に連れてくると、ギジェットもエディといちゃついてやり返す。 嫉妬したアビーが「ギジェットはエディや他の男と寝ている」と噂を流したため、事態はさらに複雑になる。ミッツィがその噂をドロシーに伝えて口論となったのを発端に、ギジェットが両親と言い争う。さらにはギジェットとアビーの両親がそれぞれ夫婦喧嘩を始め、気がつくとラスはホテルのバーでミッツィと飲んでおり、モンティとドロシーも接近していた。
ルアウの夜、エディはギジェットに愛を告白する。ギジェットは断り、友達の関係にとどめることにする。しかしギジェットはルアウに行く気にはなれず、一人で海岸へ散歩に出かける。一方ルアウではアビーがムーンドギーにギジェットの男漁りについて語っている。アビーは話し相手がそのムーンドギーだとも知らず、噂は嘘で、ギジェットはムーンドギーとかいう男とのみ付き合っていると付け加える。これを聞いてムーンドギーは自分がギジェットのことをどれほど気にかけているかに気付き、海岸にいたギジェットと仲直りする。二人はホテルに戻り、もつれた両親の関係も修復しようとするが、ホテルの従業員によればラスとミッツィ、モンティとドロシーがそれぞれ連れ立って出て行ったきりだという。ギジェットは両親のスイートルームで両親の帰りをムーンドギーと待つことにする。
二組の両親は話し合いの末和解しており、ミッツィはギジェットの両親にアビーは悪事の罰を受けることになるだろうと言う。一同がホテルに戻るとギジェットが部屋にいない。ギジェット行方不明の情報は広がり、皆が心配して部屋に集まってくる。アビーは自分の過ちがもたらした事態に強い後悔の念を見せる。しかし、誰も気付いていなかったが、ギジェットはムーンドギーとこのホテルのスイートルームにいたのである。スイートルームでギジェットがムーンドギーとカウチでキスしていると、父が入ってきてその光景にショックを受ける。すぐに安心した様子を見せた父にギジェットは言い訳しようとするが、ほどなく全ての誤解は解けたのであった。      
翌日、アビーは強引にギジェットのサーフボードに乗せられて、海上に引き出される。波が来て、慌てたアビーがボードにしがみついている傍らで、ギジェットとムーンドギーが華麗に波に乗っている場面で、物語は幕となる。

## 配役
デボラ・ウォーリーは150人の中から選ばれ、映画初出演を果たした。ウォーリーはオフ・ブロードウェイでチェーホフ原作の『三人姉妹』に出演したところをエージェントのジョイス・セルズニックに見い出された。第一作でギジェット役を務めたサンドラ・ディーはユニバーサル映画の『Tammy Tell Me True』(1961)出演で拘束されており、競合他社であるコロンビア映画の作品には出演できず、続編には出演していない。一方でムーンドギー役は前作と同じくジェイムズ・ダレンが演じている。このほかジョビー・ベイカーも前作に出演しており、両作品に出演したのはこの2人のみとなっている。
ウォーリーのサーフィン場面は女性サーファーのリンダ・ベンソンが演じている。
- デボラ・ウォーリー - ギジェット(Gidget)、本名: フランシー・ローレンス(Francie Lawrence)
- ジェイムズ・ダレン - ムーンドギー(Moondoggie)、本名: ジェフリー・マシューズ(Jeffrey Matthews)
- マイケル・カラン - エディ・ホーナー
- カール・ライナー - ラス・ローレンス(Russ Lawrence)
- ジェフ・ドネル - ドロシー・ローレンス(Dorothy Lawrence)
- ペギー・カス - ミッツィ・スチュアート
- エディ・フォイ・ジュニア - モンティ・スチュアート
- ヴィッキー・トリケット - アビー・スチュアート
- ジョビー・ベイカー - ジャッジ・ハミルトン

## 制作
ポール・ウェンドコスは第一作の場面をフラッシュバックとして取り入れる際、デボラ・ウォーリーら新配役で撮り直した上で使用している。
映画はホノルルの高級ホテル、ロイヤル・ハワイアンで撮影された。
脚本はルース・ブルックス・フリッペンが書き、登場人物の設定のみフレデリック・コーナーの原作に従っている。コーナーは逆にこの映画を小説化した作品を1961年に発表している。物語中にはブルックス・フリッペンが作者であるとわかる場面がある。劇中でギジェットの父ラス・ローレンスはムーンドギーを呼び寄せようとウエスタンユニオンの電報を打つ。その電報は宛先が「Jeffrey Mathews, c/o Andersons, 1000 Linda Flora Dr., Los Angeles」となっているが、1000 Linda Flora Dr.はルース・ブルックス・フリッペンが夫のジェイ・C・フリッペンと暮らした家の住所である。